# Proceedings of the Combustion Institute
Proceedings of the Combustion Institute est un compte-rendu de la conférence biannuelle Combustion Symposium organisé par l'institut de la combustion. Il est publié par Elsevier. Publié en anglais, son facteur d'impact en 2016 est 3.214 selon le Journal Citation Reports.
Le Combustion Symposium a porté également les noms suivants : Symposium (International) on Combustion, Symposium on Combustion and Flame and Explosion Phenomena.

## Indexation
Le journal est indexé dans les bases de données suivantes :
- Inspec
- Abstracts in New Technology and Engineering
- Cambridge Scientific Abstracts (en)
- Chemical Engineering and Biochemical Abstracts
- Pollution Abstracts
- Fuel and Energy Abstracts
- Scopus
- OCLC Contents Alert
- Engineering Index Monthly
- SciSearch/Science Citation Index Expanded
- Compendex
- Web of Science